# ガルフストリーム・エアロスペース
ガルフストリーム・エアロスペース（Gulfstream Aerospace Corporation ）は、1958年創業のアメリカ合衆国ジョージア州サバンナを拠点とする航空機メーカー。G550をはじめとするビジネスジェット（ビジネス機）を製造。1999年より、防衛コングロマリット（2005年時点で全米6位の規模）であるジェネラル・ダイナミクスの傘下となる。

## 歴史
ガルフストリームと名付けられた最初の飛行機は、双発ターボプロップのグラマン ガルフストリーム I（Grumman Gulfstream I）であった。このプログラムの成功により、双発ジェットのグラマン ガルフストリーム II（Grumman Gulfstream II）の開発が行われることとなる。
1978年、グラマン（現在のノースロップ・グラマン）はガルフストリーム事業を担う子会社であるグラマン・アメリカン（Grumman American）の社名を"Gulfstream"と改め、アメリカの事業家で慈善活動や競走馬のブリーダーとしても知られるアレン・E・ポールソン（Allen E. Paulson）のAmerican Jet Industriesに売却。ポールソンはさらにロックウェル（事業売却や分社化により現在は解体され存在しない）のエアロ・コマンダー（Aero Commander ）事業を買収し、現在のガルフストリームが誕生した。
1985年、クライスラーはガルフストリームを買収したが、ポールソンは依然としてガルフストリームに留まった。そして数年後、ポールソンは著名な投資家であるセオドア・フォーストマン　("Theodore J. Forstmann") や同僚とともにガルフストリームを買い戻した。あまり知られてはいない事実ではあるが、ポールソンの支配下においてガルフストリームは同社歴史上唯一の小型ビジネスジェット機の開発を行っている。殆どポールソンの個人的なアイデアから始まったその小型ジェットはペリグリン(Peregrine)と命名された。TFE731-2エンジンを装備した単発機で、現在のVLJに該当する大きさであった。しかし当時はタービンエンジン単発機に対して市場は懐疑的で、試作機は製造され実際に飛行したものの量産に踏み切るだけの受注は得られなかった。
1999年、ゼネラル・ダイナミクスは投資会社フォーストマン・リトル（Forstmann Little & Company ）からガルフストリームを買収した。さらに2001年、ゼネラルダイナミクス社はイスラエルのギャラクシー・エアロスペース（Galaxy Aerospace Company ）を買収しグループに加えた。ギャラクシー・エアロスペースは、イスラエル・エアロスペース・インダストリーズ IAI（Israeli Aircraft Industriesin ）の子会社で、G100及びG200として販売されている機体の製造・販売を行っていた。もっとも、ギャラクシー・エアロスペースの資産は米ロックウェルから購入したジェットコマンダーの製造販売権を元にしており、紆余曲折を経て米国企業の手に戻ったとも言える。
そういった企業成立過程のため、G150/G200とG350/450/500/550とでは設計や装備品の選定などで共通性が見られない。
2015年、ロッキード・マーティンは、アメリカ空軍のJSTARSリキャピタリゼーション・プログラムを低リスク・低予算で提供するために、
レイセオン及びボンバルディアと提携を結んだと発表し、E-8(JSTARS)の後継軍用機のベースとなる機体に、ガルフストリーム社のビジネスジェットを元にした改造案が提案されている。

## 機種

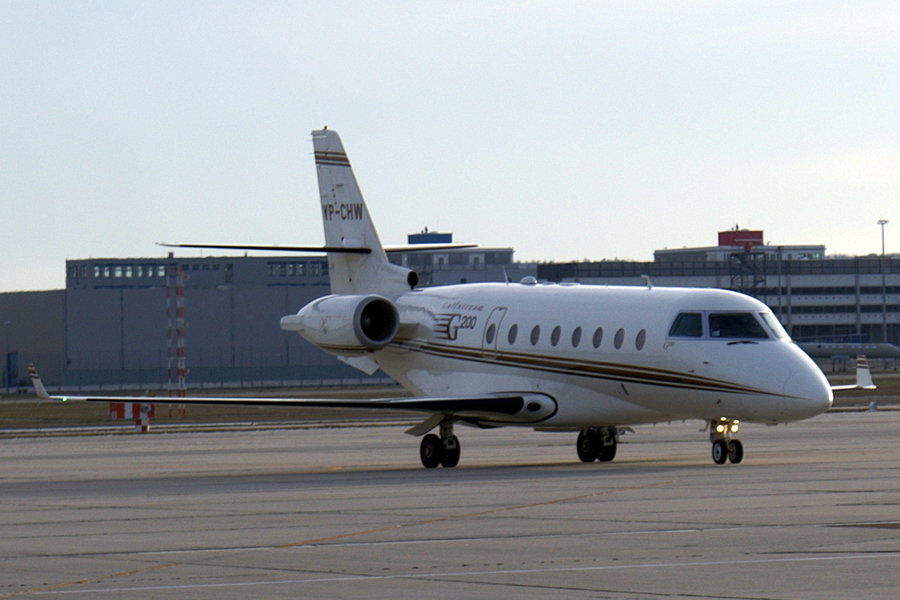
G200

### 現行機種
- ガルフストリーム G280
- ガルフストリーム G500/G600
- ガルフストリーム G550/旧G500（"Gulfstream V-SP"から名称変更）
- ガルフストリーム G650/G650ER
- ガルフストリーム G700 (2022年市場投入予定)

### 生産終了機種
- グラマン ガルフストリーム I（英語版）
- グラマン ガルフストリーム II
- ガルフストリーム III
- ガルフストリーム IV
- ガルフストリーム V
- ガルフストリーム G100（英語版）（"IAIアストラSPX"から名称変更）
- ガルフストリーム G150（英語版）（2016年に最終機を販売[2]）
- ガルフストリーム G200（英語版）（"IAI Galaxy"から名称変更）
- ガルフストリーム G300
- ガルフストリーム G350
- ガルフストリーム G400（"ガルフストリームIV-SP"から名称変更）
- ガルフストリーム G450（"Gulfstream IV-X"から名称変更）（2018年に最終機を納入[3]）
- スホーイ・ガルフストリーム S-21
- ガルフストリーム・アメリカン AA-1C リンクス/Tキャット（英語版）
- ガルフストリーム・アメリカン AA-5A チーター（英語版）
- ガルフストリーム・アメリカン AA-5B タイガー（英語版）
- ガルフストリーム・アメリカン GA-7 クーガー（英語版）
- ガルフストリーム・アメリカン ハスラー（英語版）
- ガルフストリーム・アメリカン ペレグリン（英語版）
- ガルフストリーム・アメリカン ペレグリン 600（英語版）

### 代表機種の主な仕様
|               | G150                       | G200                  | G350                  | G450                    | 旧G500      | G550                    | G650                                                | G650ER                                              |
| ------------- | -------------------------- | --------------------- | --------------------- | ----------------------- | ----------- | ----------------------- | --------------------------------------------------- | --------------------------------------------------- |
| 全長          | 17.3 m                     | 19.0 m                | 27.2 m                | 27.2 m                  | 29.4 m      | 29.4 m                  | 30.4 m                                              | 30.41 m                                             |
| 全高          | 5.8 m                      | 6.5 m                 | 7.7 m                 | 7.7 m                   | 7.9 m       | 7.9 m                   | 7.9 m                                               | 7.82 m                                              |
| 全幅          | 16.9 m                     | 17.7 m                | 23.7 m                | 23,7 m                  | 28.5 m      | 28.5 m                  | 30.4 m                                              | 30.36 m                                             |
| 最大離陸重量  | 11,907 kg                  | 16,080 kg             | 32,160 kg             | 33,521 kg               | 38,601 kg   | 41,277 kg               | 45,179 kg                                           | 46,992 kg                                           |
| 標準座席数    | 6-8                        | 8-10                  | 12-16                 | 12-16                   | 14-18       | 14-18                   | 11-18                                               | 18                                                  |
| エンジン      | ハネウェル TFE731-40R-200G | P&W Canada PW306A     | RR Tay Mk 611-8C      | RR Tay Mk 611-8C        | RR BR710    | RR BR710                | RR BR725                                            | RR BR725 A1-12                                      |
| 巡航速度      | マッハ 0.80                | マッハ 0.80           | マッハ 0.80           | マッハ 0.80             | マッハ 0.85 | マッハ 0.85             | マッハ 0.90                                         | マッハ 0.90                                         |
| 最大航続距離1 | 5,467 km                   | 6,301 km              | 7,038 km              | 8,061 km                | 10,742 km   | 12,501 km               | - 12,964 km (マッハ 0.85) - 11,112 km (マッハ 0.90) | - 13,890 km (マッハ 0.85) - 11,853 km (マッハ 0.90) |
| 最高高度      | 13,716 m                   | 13,716 m              | 13,716 m              | 13,716 m                | 15,545 m    | 15,545 m                | 51,000 ft                                           | 51,000 ft                                           |
| 最大燃料容量  | 4,672 kg                   | 6,804 kg              | 11,796 kg             | 13,381 kg               | 15,966 kg   | 18,733 kg               | 20,049 kg                                           | 21,863 kg                                           |
| 初飛行        | 2005年                     | 確認中                | 確認中                | 確認中                  | 確認中      | 2002年                  | 2009年                                              | 確認中                                              |
| 価格          | 1570万ドル (2014年現在)    | 生産終了 (2015年現在) | 生産終了 (2015年現在) | 4220万ドル (2014年現在) | 確認中      | 6000万ドル (2014年現在) | 6450万ドル (2014年現在)                             | 6650万ドル (2014年現在)                             |

1 航続距離は各飛行機ごとにメーカーが設定した条件を基に記述してあります